# Babylon (W.A.S.P.)
Babylon è il quattordicesimo album studio del gruppo heavy metal statunitense W.A.S.P.

## Il disco
L'album è uscito in Italia il 12 ottobre del 2009. Figurano tra le tracce Crazy (già resa disponibile al pubblico in streaming un mese prima della pubblicazione del disco) e due cover, Burn e Promised Land, scritte rispettivamente da Deep Purple e Chuck Berry.

## Tracce
1. Crazy
2. Live to die Another Day
3. Babylon's Burning
4. Burn (cover dei Deep Purple)
5. Into the Fire
6. Thunder Red
7. Seas of Fire
8. Godless Run
9. Promised Land (cover di Chuck Berry)

## Formazione
- Blackie Lawless - voce, chitarra
- Doug Blair - chitarra
- Mike Dupke - batteria
- Mike Duda- basso, coro